# 圣博内勒库罗
圣博内勒库罗（法語：Saint-Bonnet-le-Courreau，法語發音：[sɛ̃ bɔnɛ lə kuʁo]）是法国卢瓦尔省的一个市镇，位于该省西部，属于蒙布里松区。

## 地理
圣博内勒库罗（45°39'37"N, 3°56'38"E）面积50.18 平方千米，位于法国奥弗涅-罗讷-阿尔卑斯大区卢瓦尔省，该省份为法国中南部省份，北起顺时针与索恩-卢瓦尔省、罗讷省、伊泽尔省、阿尔代什省、上盧瓦爾省、多姆山省和阿列省接壤。
与圣博内勒库罗接壤的市镇（或旧市镇、城区）包括：若布、圣昂泰姆、瓦尔西维耶尔、沙泰尔讷夫、马西伊勒沙泰勒、马尔库、普拉隆、罗什、圣乔治昂库藏、索万。
圣博内勒库罗的时区为UTC+01:00、UTC+02:00（夏令时）。

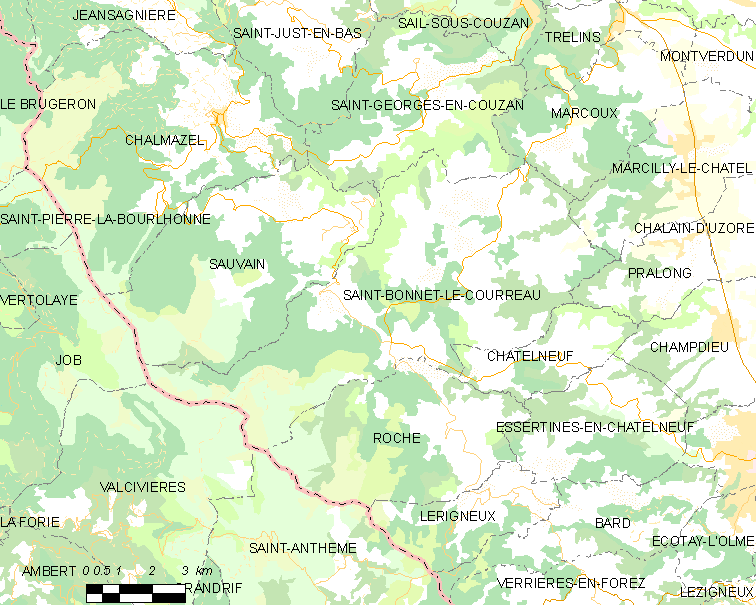
圣博内勒库罗的OSM定位图

## 行政
圣博内勒库罗的邮政编码为42940，INSEE市镇编码为42205。

## 政治
圣博内勒库罗所属的省级选区为利尼翁河畔博安县。

## 交通
卢瓦尔省省道D101线、D110线和D110.2线经过圣博内勒库罗境内。

## 人口

1962-2008年间圣博内勒库罗人口变化图示

圣博内勒库罗于2022年1月1日时的人口数量为683人。